# Релігія у Полтаві
Релігія у Полтаві — стан релігійних і конфесійних груп в Україні та процеси, що відбуваються в релігійному житті України. Переважна більшість населення Полтави є християнами.

## Християнство

### Православна церква України
В XIII—XIX ст. українські парафії на терені сучасної Полтавської области входили до складу Переяславської єпархії Сумської області — до Чернігівської єпархії Київської митрополії Константинопольського Патріархату. Громади Слобідської України та теперішньої території Донбасу належали безпосередньо до Київської митрополії. Але після підпорядкування Київської митрополії 1686 року та поступового знищення помісного устрою Української Церкви східноукраїнські території було поділено на нові єпархії, підпорядковані Святішому Синодові РПЦ.
У травні 1917 року у м. Полтаві відбувся Єпархіальний Собор духовенства Полтавської єпархії, який прийняв постанову про українізацію Церкви та встановлення традиційного церковного устрою в Україні. Полтавський владика Парфеній не став першим архипастирем незалежної Української Автокефальної Церкви, відмовився прийняти запропонований сан митрополита. 1941 року, з початком німецько-фашистської окупації, розпочинається масове відкриття закритих раніше храмів, відновлюється церковна ієрархія. У цей час створюються Умансько-Полтавська єпархія на чолі з єпископом Ігорем (Губою) та Лубенська, очолена єпископом Сильвестром (Гаєвським). До УАПЦ приєднується митрополит Харківський і Полтавський Феофіл (Булдовський).
Вже у 1943 році на Полтавщині, без Лубенщини, було 150 парафій УАПЦ. Під тиском радянської влади у 1943 році на Полтавщині залишилися лише парафії Російської Православної Церкви, а в 1985 році на території області лишилися тільки 52 діючі парафії Московського Патріархату. Коли УАПЦ відновлює свою присутність в Україні, то відновлюються парафії УАПЦ і на Полтавщині — Свято-Покровська та Свято-Успенська в Полтаві, Свято-Миколаївська в Кременчуці — з'явилися в 1989 році, але реєстрація їх органами влади відбулася лише 1991 року.
Полтавська єпархія УПЦ Київського Патріархату з липня 1992 діяла як Харківсько-Полтавська, очолювана єпископом Романом (Попенком), а з липня 1993 року, у зв'язку із збільшенням парафій УПЦ Київського Патріархату на Полтавщині, відокремилася від Харківської у самостійну єпархію.
Із 15 листопада 2006 року єпархію УПЦ КП очолює Архієпископ Полтавський і Кременчуцький Федір (Бубнюк).

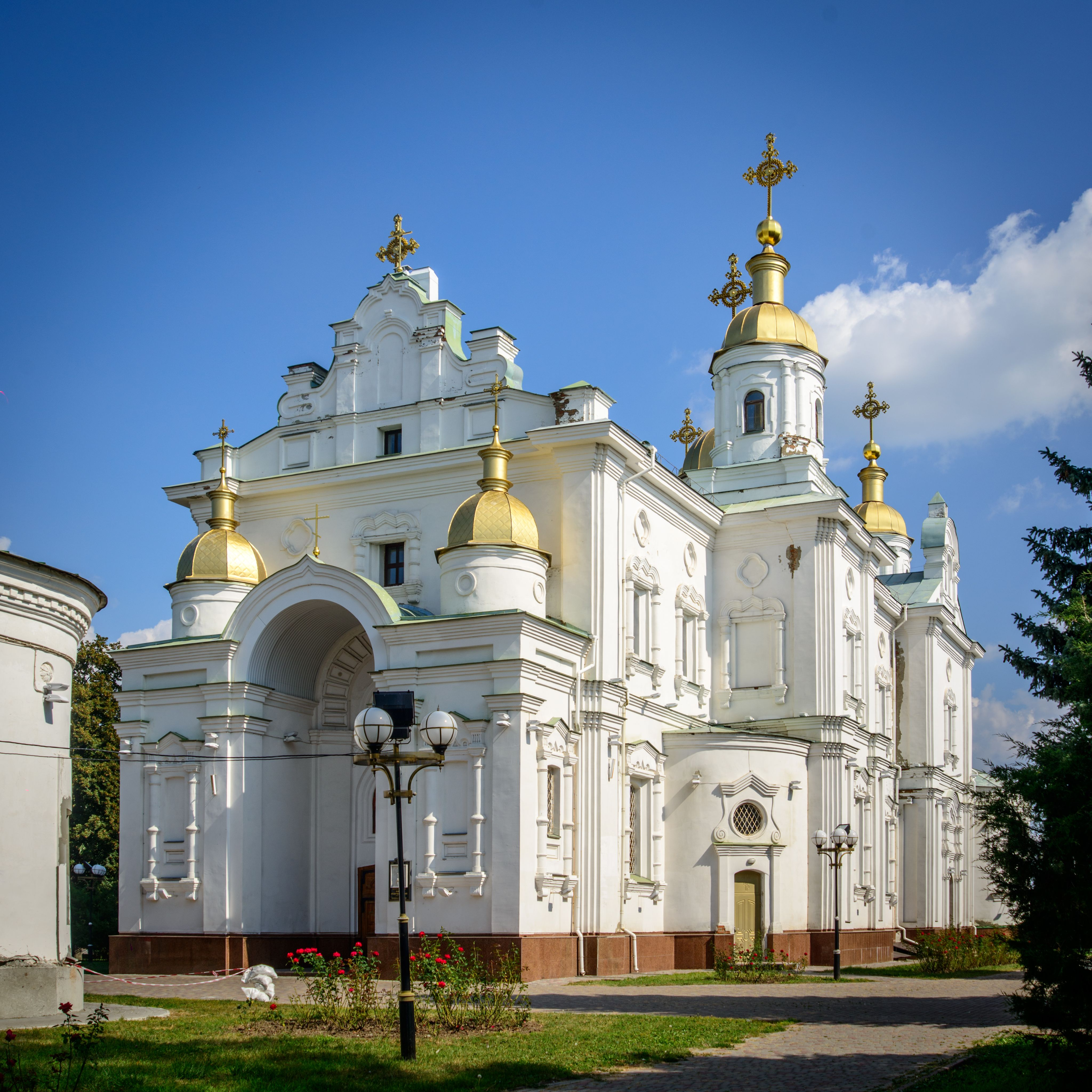
Кафедральний собор Успіння Пресвятої Богородиці

26 листопада 2008 року прийнято рішення Священного Синоду про відкриття монастиря Різдва Пресвятої Богородиці в с. Горбанівка Полтавського району.
В Полтаві народився патріарх Київський і Всієї України УАПЦ, патріарх Київський і всієї Руси-України УПЦ (КП), Первоієрарх УАПЦ Мстислав.
Після відступу радянських військ у 1942 р. з народної ініціативи почалося масове відродження церковного життя. 27 липня 1942 року очолювана митрополитом Феофілом Харківсько-Полтавська єпархія, увійшла до складу Української автокефальної православної церкви під канонічним управлінням архиєпископа Полікарпа (Сікорського). З поверненням в Україну комуністичного режиму восени 1943 р. митрополит Феофіл був заарештований, а керована ним єпархія знищена.
Після падіння СРСР 5 квітня 1992 р. в Харкові відбулися перші єпархіяльні збори, які проголосили відновлення Харківсько-Полтавської єпархії Української Автокефальної Православної Церкви.
На Полтавщині діє Полтавська єпархія ПЦУ.

### Українська православна церква (Московський патріархат)
З 1890 по 1918 рік діяло Полтавське єпархіальне Братство імені святого преподобномученика Макарія. Братство надавало матеріальну допомогу церковно-приходським школам (ремонт, придбання літератури, допомогу бідним учням), сприяло відкриттю нових шкіл, курсів з підготовки вчителів грамоти і т. д.
На 1896 рік у Братстві складалося 1388 членів, серед яких — 35 почесних, 16 довічних і 844 дійсних. У підпорядкуванні Братства перебувало 1388 шкіл, в тому числі 476 церковно-парафіяльних і 547 шкіл грамот. Всього в братських школах навчалося 29428 учнів. Керівництво курсами й школами здійснювала Рада, яку очолював ректор Полтавської Духовної семінарії.
Завдяки активній діяльності преосвященного Іоанна (Смирнова) й ряду відомих полтавських учених при Єпархіальному управлінні за указом Синоду в 1906 році був створений Полтавський археологічний комітет і Полтавське Древлехранилище (унікальний музей рідкісної церковної старовини, де зберігалося, наприклад, Пересопницьке Євангеліє). Цей музей діяв до 1919 року.
Зі встановленням радянської влади церковне майно, в тому числі й священні предмети, було розграбоване або відібране за постановами органів влади. Тоді ж були передані до державних музеїв і скарби Полтавського Древлехранилища. Після закриття в 1923 році Полтавського Хрестовоздвиженського монастиря безслідно зникли нетлінні останки архієпископа Амвросія (Серебреннікова) та єпископа Афанасія (Вольховського) — єпископа Староруського, згодом Могильовського (уродженця Полтави, випускника Києво-Могилянської Академії), який з 1798 року перебував на спокої в Лубенському Мгарському монастирі і помер в 1801 році в Полтаві.
Після Жовтневого перевороту храми й монастирі на Полтавщині почали масово закриватися; в 1937 році весь правлячий єпархіальний єпископат разом з духовенством був репресований, приходи ліквідовані. У 1939 році, після смерті тимчасово керуючого єпархією Преосвященного Митрофана (Русинова, 1938) та знищення всього духовенства, кафедра в Полтаві практично припинила своє існування.
У період окупації, в 1942—1943 роках, Полтавська єпархія на деякий час відновила свою діяльність, частина церков була відкрита. Керував єпархією протоієрей Володимир Біневська, а потім пізніше — єпископ Веніамін (Новицький).
У післявоєнні роки Полтавська єпархія постраждала так само, як і вся Церква. «Боротьба з релігією» дала про себе знати. Як випливає з архівних даних, у 1945 році в єпархії було 346 церков і 376 священнослужителів (у тому числі 5 ченців). У 1948 році храмів стало 340, а священнослужителів — 325. До 1961 року збереглася така ж ситуація. До 1970 року кількість храмів скоротилася до 52, а священнослужителів залишилося тільки 65. На початок 1988-го ці цифри майже не змінилися, лише незначно зросла кількість священнослужителів. До цього року Полтавська єпархія налічувала всього 52 діючих приходи, розділених по 5-ти благочинним округах, і не мала жодного монастиря.
До 2007 року в Полтавській єпархії, що збігається кордонами з Полтавською областю, існувало 400 парафій, об'єднаних у 20 благочинь, 4 монастирі та духовна семінарія. Громаду очолює митрополит Филип.

### Українська греко-католицька церква
Греко-католицька громада в Полтаві виникла лише за часів Незалежності. Раніше греко-католики не мали великого представлення в місті.
Громада на честь Пресвятої Трійці зареєстрована 27 січня 2003 року. Засновниками стала група полтавських інтелігентів. Спочатку боголужіння проводилися у храмі римо-католиків, а після розширення парафії – в орендованому приміщенні по вул. Пушкіна, пристосованому під капличку. Першим настоятелем був о. Юрій Кролевський. У зв’язку з дальшим зростанням громади її керівництво у 2004 році звернулося до міської ради з проханням виділити земельну ділянку під будівництво храму.
Чинний настоятель греко-католицької парафії Пресвятої Тройці у м. Полтава отець Юрій Кролевський.

### Римо-католицька церква в Україні
У ХІХ ст. в Полтаві існувала Римо-католицька громада. На замовлення католицької громади на розі вул. Стрітенської та Малосадової (зараз Короленка) був збудований Хрестовоздвиженський костел. Освячений 12.06.1859. Мурований, базилікального типу. Головний вхід було оздоблено порталом із колонами композитного ордера. 1936 закритий, 1937 розібраний, на його фундаменті збудовано медичне училище.

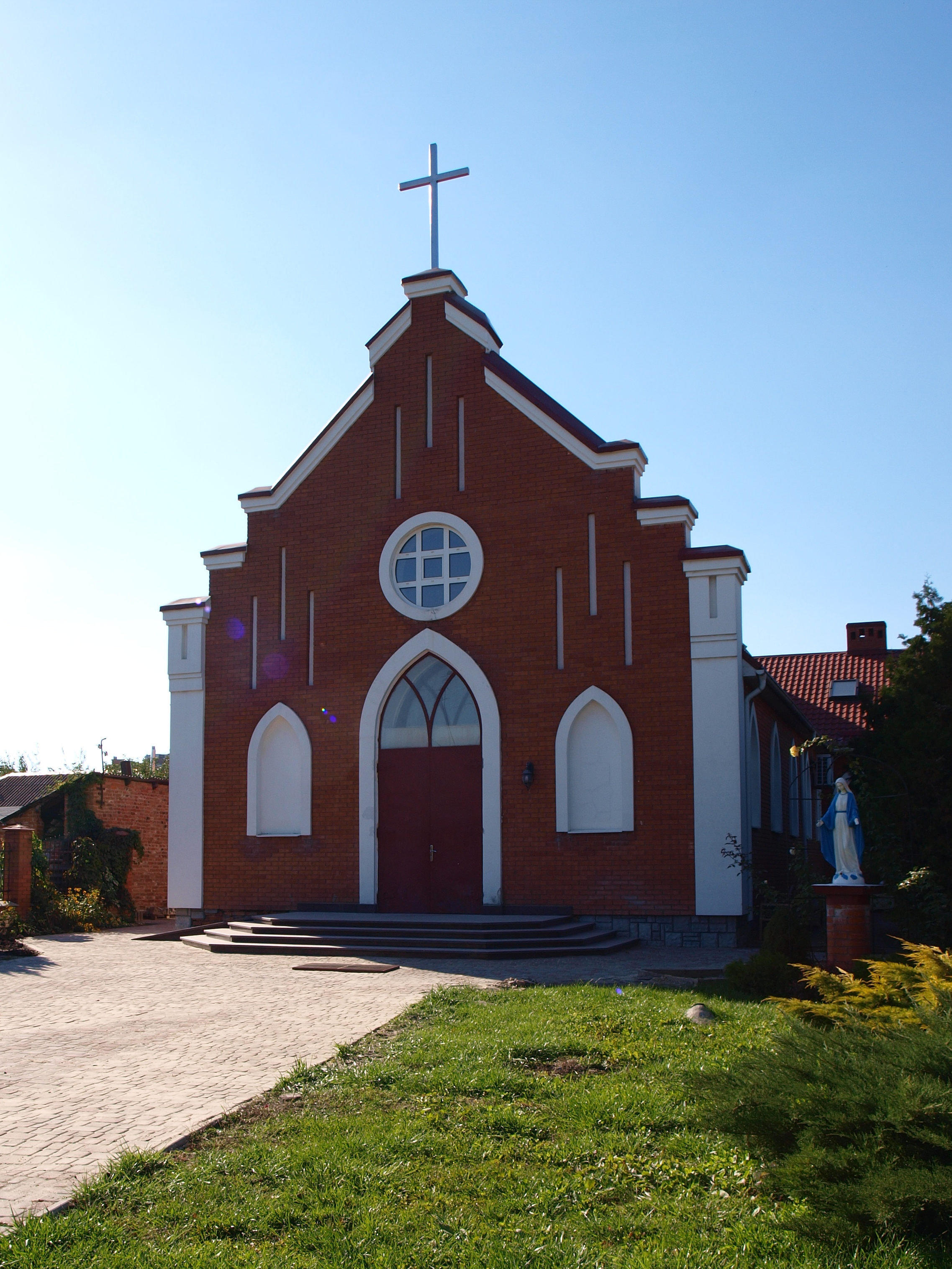
Костел Воздвиження Хреста Господнього

Після закриття 1936 року і наступного знищення Хрестовоздвиженського костелу католики м. Полтава не мали свого храму до 1994, коли зусиллями харківського священика Юрія Зімінського було відновлено богослужіння спочатку в приватному приміщенні, а з липня 1994 – у купленому й відремонтованому будинку на вул. Кобищанська, 16.
З осені 2002 до березня 2004 тривало будівництво нової каплиці та помешкання для священиків. Храм освячено 26 березня 2004 єпископом Харківсько-Запорізької дієцезії Станіславом Падевським. У підвалі під помешканням знаходяться 2 кахетичних зали.
Із священиків відомі: Юрій Зімінський (1994), Валерій Фелінський (1990-і), Яцек Пиль (2001–2003), Ромуальд Опєлка (05.2003–08.2004), Павло Кубяк (з 08.2004)
З 2019 року настоятелем парафії є о.Сергій Захарченко.
У Полтаві з 2004 року діє Костел Воздвиження Хреста Господнього. Парафію обслуговують оо.-облати Марії (згромадження Місіонерів Облатів Пресвятої і Непорочної Діви Марії). Тут також працюють черниці згромадження Дочок Божої Любові.

### Протестантизм

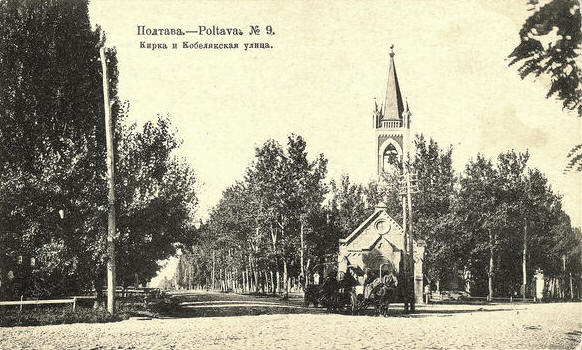
Кірха святих Петра і Павла

У ХІХ ст. в місті існувала велика Лютеранська громада. Громада створена 1810 з вихідців із Моравії, Богемії, Ельзасу та Саксонії, запрошених російським урядом 1809 для налагодження суконного виробництва і поселених у Полтаві (т. з. Німецька колонія). Загалом громада нараховувала 249 осіб. Незабаром на території колонії зведено першу дерев’яну лютеранську церкву (кірху Петра і Павла). Церква була перебудована із старого складського приміщення. Закладена 13 червня 1830, освячена 25 червня 1832.
Після збільшення чисельності громади до 1200 осіб виникла потреба в будівництві просторішого культового приміщення. Нову церкву на 200 місць збудовано 1877–1881 на купленій громадою земельній ділянці у центрі міста, на розі вул. Кобеляцької (зараз вул. Європейська) і Монастирської (зараз сквер ім. М. Ярошенка) за проектом арх. С. Г. Григораша у псевдоготичному стилі (первісний проект – арх. Б. Г. Михайловський). Мурована (стіни цегляні, купол, дах, дзвіниця – дерев’яні), прямокутна у плані.
Релігійна громада припинила діяльність у 1932 році. Кірха була закрита, у 1933 р. - розібрана.
Із пасторів відомі: Christian Weber 1768–1809, Karl August Limmer 1809–1818, Franz August Flittner 1820–1825, Karl Heinrich Dieckhoff 1829–1843, Karl Guerich 1843–1863, Wilhelm Gustav Albrecht Remy 1863–1877, Adam Moritz Straus 1878–1901, Hugo Karl Gottfried Stamm 1904–1919, Eugen Emil Berg 1919–1932.
З 1910 року існувала громада Адвентистів сьомого дня яка припинила діяльність в 1917 році. Відновила діяльність у 1943 році, офіційно зареєстрована 10 травня 1946 по вул. Пушкіна, 82, у приватному будинку М. М. Клейник. У період з 1910 до 1917 налічувала 12, у 1946 – 33 прихожан. У серпні 1951 у зв’язку з вимогою власника будинку звільнити приміщення громада перейшла до будинку по вул. Войкова (зараз Академіка Євгена Федорова), 62.
У 1959 році громада налічувала 59 осіб. У жовтні 1959 громаді було знову відмовлено в оренді приміщення. Спроба громади та її пресвітера придбати на підставну особу приміщення за адресою вул. Театральна, 9-а закінчилася невдачею і передачею справи до прокуратури, а згодом – до суду. Згідно з рішенням Полтавського міськвиконкому від 14.05.1960 № 321 громада була знята з реєстрації.
З часів незалежності України в місті з'являється велика кількість протестанських церков. Зокрема, функціонують громади баптистів, п'ятидесятників та Церкви адвентистів сьомого дня.

#### Баптизм
Церква «Надія»

#### П'ятдесятництво
Церква «Нове життя»

#### Євангельські християни
Церква «Спасіння»

## Іслам

Полтавська мечеть

Мусульманська община на Полтавщині почала формуватися у другій половині XX століття. Тоді радянська влада починає переселяти в Україну представників ісламських народів Кавказу та Середньої Азії. Наприклад, наприкінці 80-х років військову службу в Полтаві проходив перший президент Республіки Ічкерія Джохар Дудаєв. За часів незалежної України, громада набуває офіційного статусу та зростає за рахунок збільшення мусульманського населення в Україні.
Зараз в місті існує мусульманська громада. З 2000 року в місті діє Полтавська міська мечеть ДУМУ в якій функціонує медресе. На околиці міста розміщене Мусульманське кладовище.
Більшість мусульман Полтави - це азербайджанці, чеченці, араби, українці.

## Юдаїзм
У ХІХ ст. в Полтаві існувала велика єврейська громада. В місті було побудовано 9 синагог, ряд освітніх закладів та єврейську лікарню. З приходом радянської влади релігійні та культурні прояви юдаїзму поступово згортаються. Німецько-радянська війна і Голокост остаточно знищують юдейську громаду.
Її відродження починається у 90-х роках ХХ століття. Зараз в місті існує громада, проте вона не має власної культової споруди. Активну участь в житті громади беруть близько 300 сімей.